# تاريخ حركة مناهضة الأسلحة النووية

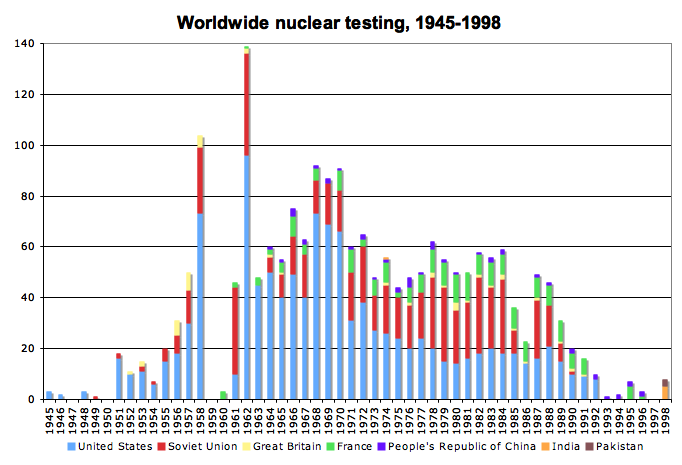

يُعتبر تطبيق التكنولوجيا النووية، سواء كمصدر للطاقة أو كأداة للحرب، أمرًا مثيرًا للجدل.
ناقش العلماء والدبلوماسيون سياسة الأسلحة النووية قبل قصف هيروشيما بالقنابل الذرية في عام 1945. أصبح عامة الناس يشعرون بالقلق إزاء اختبارات الأسلحة النووية التي أُجريت منذ نحو عام 1954، عقب إجراء تجارب نووية مكثفة في المحيط الهادئ. في عام 1961، في أوج الحرب الباردة، استقطب إضراب المرأة من أجل السلام نحو 50 ألف امرأة للتظاهر ضد الأسلحة النووية في 60 مدينة في الولايات المتحدة. في عام 1963، وقعت دول كثيرة على معاهدة الحظر الجزئي للتجارب النووية التي تحظر إجراء التجارب النووية الجوية.
ظهرت بعض المعارضة المحلية للطاقة النووية في مطلع ستينيات القرن العشرين، وفي أواخر الستينيات، بدأ بعض أعضاء المجتمع العلمي بالتعبير عن مخاوفهم إزاء هذا الموضوع. في أوائل سبعينيات القرن العشرين، قامت العديد من الاحتجاجات حول مقترح إنشاء محطة طاقة نووية في مدينة فيهل بألمانيا. أُلغي المشروع في عام 1975، وألهم نجاح مكافحة الأسلحة النووية في فيهل معارضة الطاقة النووية في أجزاء أخرى من أوروبا وأمريكا الشمالية. أصبحت الطاقة النووية قضية احتجاج شعبي جوهرية في سبعينيات القرن العشرين. 

## الأعوام الأولى
في عام 1945، أجرى العلماء الأمريكيون اختبار «ترينيتي» في صحراء نيو مكسيكو ، والذي يُعد أول تجربة للأسلحة النووية، ويمثل بداية عصر الذرة. قبل إجراء اختبار ترينيتي، ناقش الزعماء الوطنيون تأثير الأسلحة النووية على السياسة الداخلية والخارجية. شارك المجتمع العلمي أيضًا في المناقشة المتعلقة بسياسة الأسلحة النووية، من خلال الجمعيات المهنية مثل اتحاد العلماء الأمريكيين ومؤتمر باجواش للعلوم والشؤون الدولية.
في السادس من أغسطس من عام 1945، قبيل نهاية الحرب العالمية الثانية، انفجرت قنبلة الولد الصغير فوق مدينة هيروشيما العسكرية اليابانية. بلغت حصيلة الانفجار ما يعادل 12,500 طن من مادة التي إن تي، ودمّر الانفجار والموجة الحرارية الناجمة عنه نحو 50 ألف مبنى (بما في ذلك مقر قيادة الجيش العام الثاني والفرقة الخامسة) وقتل نحو 75 ألف شخص، من بينهم 20 ألف جندي ياباني و20 ألف عامل رقيق كوري. انفجرت قنبلة الرجل البدين فوق مدينة ناغازاكي الصناعية اليابانية بعد ثلاثة أيام من انفجار هيروشيما، مما أدى إلى تدمير 60% من المدينة وقتل نحو 35 ألف شخص، من بينهم 23,200–28,200 عامل ذخيرة ياباني، و 2,000 عامل رقيق كوري، و150 جنديًا يابانيًا. يبقى هذان الانفجاران الحدثان الوحيدان اللذان استُخدمت فيهما الاسلحة النووية في معركة. ازداد مخزون العالم من الأسلحة النووية عقب ذلك.
تُعد عملية تقاطع الطرق سلسلة من تجارب الأسلحة النووية التي أجرتها الولايات المتحدة في جزيرة بيكيني في المحيط الهادئ في صيف عام 1946. كان الهدف منها هو اختبار أثر الأسلحة النووية على السفن البحرية. كان الضغط الذي مارسه العلماء والدبلوماسيون سببًا في إلغاء عملية تقاطع الطرق. نوّه علماء مشروع مانهاتن إلى أن إجراء المزيد من التجارب النووية غير ضروري وخطير بيئيًا. حذرت دراسة أُجريت في لوس ألاموس من أن «المياه القريبة من انفجار سطحي حديث ستكون خليطًا مفزعًا» من النشاط الإشعاعي. لتهيئة الجزيرة لإجراء التجارب النووية، طُرد سكان بيكيني الأصليين من ديارهم وأقاموا في جزر أصغر غير مأهولة حيث لم يتمكنوا من إعالة أنفسهم.
في عام 1954، توجه انتباه العامة نحو الغبار الذري المشع الناتج عن تجارب الأسلحة لأول مرة عندما تسببت تجربة تفجير قنبلة هيدروجينية في المحيط الهادئ بتلوث طاقم قارب الصيد الياباني لوكي دراغون. توفي أحد الصيادين في اليابان بعد سبعة أشهر. تسبب الحادث بقلق شديد في جميع أنحاء العالم «ووفر قوة دفع حاسمة لظهور حركة مناهضة للأسلحة النووية في دول كثيرة». تنامت حركة مناهضة الأسلحة النووية بسرعة لأنه وفي نظر العديد من الأشخاص كانت القنبلة الذرية عبارة عن «تجسيد لأسوأ اتجاه يسلكه المجتمع».
برزت حركات السلام في اليابان وتضافرت في عام 1954 لتشكيل «مجلس ياباني موحد ضد القنابل الذرية والهيدروجينية». انتشرت المعارضة اليابانية لتجارب الأسلحة النووية في المحيط الهادئ على نطاق واسع، «وجُمع ما يقدر بنحو 35 مليون توقيع على عرائض تدعو إلى حظر الأسلحة النووية».
تضمنت المنشورات الألمانية الصادرة في خمسينيات وستينيات القرن العشرين انتقادًا لبعض سمات الطاقة النووية بما في ذلك سلامتها. أُقر على نطاق واسع بأن التخلص من النفايات النووية يمثل مشكلة رئيسية، وأُعرب عن القلق إزاء ذلك علنًا في عام 1954. في عام 1964، استرسل أحد المؤلفين إلى حد القول «أن مخاطر التخلص النهائي اللازم من النفايات النووية وتكاليفه يمكن أن تجعل التخلي عن تطوير الطاقة النووية أمرًا ضروريًا.«
أصدر بيرتراند راسل بيان راسل-أينشتاين في لندن في 9 يوليو 1955 في خضم أحداث الحرب الباردة. سلط الضوء على الأخطار التي تمثلها الأسلحة النووية ودعا زعماء العالم إلى السعي نحو التوصل إلى قرارات سلمية للصراع الدولي. ضمت الأطراف الموقعة أحد عشر مفكرًا وعالمًا بارزا من بينهم ألبرت أينشتاين الذي وقع البيان قبل أيام من وفاته في 18 أبريل 1955. بعد أيام قليلة من إطلاق سراحه، قدّم سيراس إس. إيتون عرضًا لرعاية مؤتمر –دعا البيان له– في بوغواش، نوفا سكوشا، مسقط رأس إيتون. كان من المقرر أن يكون هذا المؤتمر أول مؤتمر يُعقد بشأن العلم والشؤون العالمية في يوليو 1957 في بوغواش.
في المملكة المتحدة، نظمت حملة نزع السلاح النووي أول مسيرة ألدرماستون في عيد الفصح من عام 1958، عندما تظاهر عدة آلاف من الناس لمدة أربعة أيام في ميدان ترفلغار، لندن، واتجهوا نحو مؤسسة أبحاث الأسلحة النووية الواقعة بالقرب من ألدرماستون في باركشير، إنجلترا، لإبداء معارضتهم تجاه الأسلحة النووية. استمرت مسيرات ألدرماستون في أواخر ستينيات القرن العشرين عندما شارك عشرات الآلاف من الأشخاص في الاحتجاجات التي دامت أربعة أيام.
في عام 1959، كانت الرسالة الصادرة عن منظمة مجموعة العلماء الذريين بداية حملة ناجحة لردع لجنة الطاقة الذرية من إلقاء النفايات المشعة في البحر على بعد 19 كيلومترًا من بوسطن.
في الأول من نوفمبر، 1961، وفي أوج الحرب الباردة، خرجت نحو خمسين ألف امرأة جمعًا ضمن إضراب المرأة من أجل السلام في ستين مدينة في الولايات المتحدة للتظاهر ضد الأسلحة النووية. كانت أكبر مسيرة سلمية وطنية للمرأة في القرن العشرين.
في عام 1958، قدّم لينوس باولنغ وزوجته عريضة إلى الأمم المتحدة موقعة من أكثر من 11,000 عالم يطالبون فيها بإنهاء تجارب الأسلحة النووية. أظهر «مسح أسنان الرضع»، الذي ترأسته الطبيبة لويس ريس، قطعيًا في عام 1961 أن التجارب النووية فوق الأرض تفرض مخاطر كبيرة على الصحة العامة في هيئة تهاطل نووي ينتشر بشكل رئيسي عن طريق حليب الأبقار التي تناولت العشب الملوث. أدت الضغوط العامة ونتائج البحوث لاحقًا إلى تعليق التجارب النووية فوق سطح الأرض، ثم أعقب ذلك معاهدة الحظر الجزئي للتجارب النووية، التي وقعها جون ف. كينيدي ونيكيتا خروتشوف في عام 1963. في اليوم الذي دخلت فيه المعاهدة حيز النفاذ، منحت لجنة جائزة نوبل باولنغ جائزة نوبل للسلام، ووصفته قائلة «لينوس كارل باولنغ، الذي ناضل دون كلل منذ عام 1946، ليس فقط ضد تجارب الأسلحة النووية، وليس فقط ضد انتشار هذه الأسلحة، وليس فقط ضد استخدامها فحسب، بل ضد جميع الحروب كوسيلة لحل الصراعات الدولية».
استحدث باولنغ الرابطة الدولية للإنسانية عام 1974. ترأس المجلس الاستشاري العلمي للاتحاد العالمي لحماية الحياة وكان أيضًا أحد الموقعين على بيان دوبروفنيك-فيلادلفيا.